# Lycianthes bitteriana
Lycianthes bitteriana är en potatisväxtart som först beskrevs av Symon, och fick sitt nu gällande namn av Anthony R. Bean. Lycianthes bitteriana ingår i Himmelsögonsläktet som ingår i familjen potatisväxter. Inga underarter finns listade i Catalogue of Life.